# الرقابة ونظم المراقبة على الإنترنت في آسيا
تقدم قائمة الرقابة ونُظم المراقبة على الإنترنت في آسيا (بالانجليزية: Internet censorship and surveillance in Asia) معلومات عن أنواع ومستويات الرقابة على الإنترنت ونُظم مراقبته التي تحدث في بلدان في آسيا.
تَرِد معلومات مفصلة عن الرقابة والمراقبة على الإنترنت من بلد إلى آخر في تقارير فريدم أون ذا نت الصادرة عن منظمة فريدم هاوس ومبادرة إنترنت مفتوح من قِبَل مراسلون بلا حدود ومنشورات التقارير القطرية عن ممارسات حقوق الإنسان الصادرة عن مكتب الديمقراطية وحقوق الإنسان والعمل التابع لوزارة الخارجية الأمريكية. يرد أدناه موجزًا للتقييمات التي أعدتها العديد من هذه المنظمات التي تحدثت أيضًا عن نظام الرقابة حسب البلد.

## التصنيفات
يتم تصنيف مستوى الرقابة على الإنترنت ونُظم المراقبة في بلد ما في واحدة من الفئات الأربع: واسعة الانتشار وضخمة وانتقائية وقليلة أو معدومة الرقابة أو المراقبة. تستند هذه الفئات إلى التصنيفات والتقييمات الصادرة عن تقارير فريدم أون ذا نت من قِبَل فريدم هاوس المدعمة بمعلومات من مبادرة إنترنت مفتوح (أو إن آي) من قِبَل مراسلون بلا حدود (آر دبليو بي) ومنشورات التقارير القطرية عن ممارسات حقوق الإنسان الصادرة عن مكتب الديمقراطية وحقوق الإنسان والعمل التابع لوزارة الخارجية الأمريكية.
الرقابة أو المراقبة واسعة الانتشار: يتم تصنيف البلد على أنه يخضع لرقابة أو مراقبة واسعة الانتشار غالبًا عندما يفرض رقابة على المحتوى السياسي والاجتماعي وغيره، ويقوم بمراقبة جماعية على الإنترنت ويحدّ من ممارسات المواطنين الذين يتحايلون على الرقابة أو المراقبة من خلال السجن أو عقوبات أخرى. يدرج البلد في فئة «واسعة الانتشار» عندما:
- يتم تصنيفه على أنه «غير مجاني» بمجموع نقاط يصل إلى 71 حتى 100 من قِبَل تقرير فريدم أون ذا نت (إف أو تي إن) الصادر عن فريدم هاوس.
- أو عندما يتم تصنيفه في (إف أو تي إن) على أنه «غير مجاني» أو ليس له تصنيف وأنه
  - مُدرج ضمن قائمة «أعداء الإنترنت» بحسب تقارير مراسلون بلا حدود،[1] أو
  - عندما تقوم مبادرة إنترنت مفتوح بتصنيف مستوى الإنترنت على أنه واسع الانتشار أو يستخدم برمجية التحكم بالمحتوى في أي من المجالات التالية (سياسية أو اجتماعية أو أمنية/مخالفات أو متعلقة بأدوات الإنترنت) التي يختبرونها.

الرقابة أو المراقبة الضخمة: تشارك البلدان المدرجة في هذا التصنيف في رقابة ومراقبة ضخمة على الإنترنت. ويشمل ذلك البلدان التي يخضع فيها عدد من الفئات لمستوى متوسط من التحكم بالمحتوى أو تخضع فئات عديدة لمستوى منخفض من التحكم. يدرج البلد في الفئة «الضخمة» عندما:
- لم يتم تصنيفه ضمن فئة «واسع الانتشار» أو
  - يتم تصنيفه على أنه «غير مجاني» من قِبَل تقرير فريدم اون ذا نت (إف أو تي إن) الصادر عن فريدم هاوس أو
  - أنه «مجاني جزئيًا» أو غير مصنف في (إف أو تي إن) أو
    - مُدرج ضمن قائمة «أعداء الإنترنت» بحسب تقارير مراسلون بلا حدود، أو
    - عندما تقوم مبادرة إنترنت مفتوح بتصنيف مستوى الإنترنت على أنه واسع الانتشار أو يستخدم برمجية التحكم بالمحتوى في أي من المجالات التالية (سياسية أو اجتماعية أو أمنية/مخالفات أو متعلقة بأدوات الإنترنت) التي يختبرونها.

الرقابة أو المراقبة الانتقائية: وجد أن البلدان المدرجة في هذا التصنيف تمارس رقابة ومراقبة انتقائية على الإنترنت. وهذا يشمل البلدان التي يتم فيها حظر عدد قليل من المواقع المحددة أو تستهدف الرقابة عددًا صغيرًا من الفئات أو القضايا. يدرج البلد في الفئة «الانتقائية» عندما:
- لا يكون مُدرج ضمن فئتي «واسع الانتشار» أو «ضخمة» أو
  - أنه «مجاني جزئيًا» بحسب تقرير فريدم أون ذا نت الصادر عن فريدم هاوس أو
  - مُدرج ضمن قائمة «أعداء الإنترنت» بحسب تقارير مراسلون بلا حدود، أو
  - عندما تقوم مبادرة إنترنت مفتوح بتصنيف مستوى الإنترنت على أنه واسع الانتشار أو يستخدم برمجية التحكم بالمحتوى في أي من المجالات التالية (سياسية أو اجتماعية أو أمنية/مخالفات أو متعلقة بأدوات الإنترنت) التي يختبرونها.

الرقابة أو المراقبة القليلة أو المعدومة: يتم إدراج البلد في فئة «الرقابة القليلة أو المعدومة» عندما لا يتم إدراجه في الفئات «واسع الانتشار» أو «ضخمة» أو «انتقائية».
يشمل هذا التصنيف البلدان المدرجة على أنها «حرة» في تقرير فريدم أون ذا نت الصادر عن فريدم هاوس ولم يتم إدراجها على أنها «أعداء الإنترنت» من قِبَل مراسلون بلا حدود (آر دبليو بي)، والتي لم تجد مبادرة إنترنت مفتوح أي دليل على استخدامها لبرمجية التحكم بمحتوى الإنترنت في أي من المجالات الأربعة (السياسية والاجتماعية والأمنية/مخالفات وأدوات الإنترنت) التي يختبرونها. غالبًا ما توجد ضوابط أخرى مثل برمجية التحكم الطوعي والرقابة الذاتية وأنواع أخرى من الإجراءات العامة أو الخاصة للحد من التصوير الإباحي للأطفال أو خطاب الكراهية أو التشهير أو سرقة الملكية الفكرية. تشمل الأقسام الوطنية المختلفة أدناه تقييمات (أو إن آي) و (آر دبليو بي) وما إلى ذلك.

## الرقابة أو المراقبة واسعة النطاق

### البحرين
- تم تصنيف البحرين على أنه «غير مجاني» بحسب تقرير فريدم أون ذا نت الصادر عن فريدم هاوس في عام 2011 (بنتيجة 62) وفي عام 2012 (بنتيجة 71) وفي عام 2013 (بنتيجة 72) وفي 2014 (بنتيجة 74) وفي عام 2015 (بنتيجة 72) وفي عام 2016 (بنتيجة 71) وفي عام 2017 (بنتيجة 72) وفي عام 2018 (بنتيجة 71).[2][3][4][5]
- تم إدراجه على أنه من فئة واسع الانتشار في المجالات السياسية والاجتاعية، ومن فئة انتقائي باستخدامه أدوات الإنترنت والمجال الأمني/المخالفات من قِبَل (أو إن آي) في أغسطس عام 2009.[6]
- تم إدراجه على أنه من «أعداء الإنترنت» من قِبَل (آر دبليو بي) عام 2012.[7]
- تم إدراجه على ضمن قائمة «عدو لإنترنت الدولة» من قِبَل (آر دبليو بي) عام 2013 للمشاركة في مراقبة نّشِطة وتدخلية لمقدمي الأخبار، ما يؤدي إلى انتهاكات جسيمة لحرية المعلومات وحقوق الإنسان.[8]

تفرض البحرين تعتيمًا فعالًا على الأخبار باستخدام مجموعة من الإجراءات القمعية، بما في ذلك إبعاد وسائل الإعلام الدولية ومضايقة نشطاء حقوق الإنسان واعتقال المدونين وغيرهم من النشطاء على الإنترنت (توفي أحدهم أثناء الاحتجاز) ومحاكمة نشطاء حرية التعبير وتعطيل الاتصالات، خاصة خلال المظاهرات الكبرى.
في 5 يناير عام 2009، أصدرت وزارة الثقافة والإعلام أمرًا (القرار رقم 1 لعام 2009) عملًا بقانون الاتصالات السلكية واللاسلكية وقانون الصحافة والمطبوعات في البحرين الذي ينظم حجب وإلغاء حجب المواقع الإلكترونية. يتطلب هذا القرار من جميع مزودي خدمة الإنترنت - من بين أمور أخرى - شراء وتركيب حل برمجي لحظر موقع الويب تختاره الوزارة. ساعدت هيئة تنظيم الاتصالات (تي آر إيه) وزارة الثقافة والإعلام في تنفيذ القرار المذكور من خلال تنسيق شراء حل برمجيات حظر الموقع الموحد. يتم تشغيل هذا الحل البرمجي من قِبَل وزارة الإعلام والثقافة فقط وليس لدى (تي آر إيه) ولا حتى مزودي خدمة الإنترنت أي سيطرة على المواقع المحظورة أو غير المحظورة.

### الصين
- تم تصنيف الصين على أنه بلد يستخدم إنترنت «غير مجاني» بحسب تقرير فريدم أون ذا نت الصادر عن فريدم هاوس عام 2009 (بنتيجة 79) وعام 2011 (بنتيجة 83) وعام 2012 (بنتيجة 85) وعام 2013 (بنتيجة 86) وعام 2014 (بنتيجة 87) وعام 2015 (بنتيجة 88) وعام 2016 (بنتيجة 88) وعام 2017 (بنتيجة 87) وعام 2018 (بنتيجة 88).[10][11][12][13]
- تم تصنيفه على أنه من فئة واسع الانتشار في المجالات السياسية والأمنية/مخالفات، ومن فئة انتقائي في المجالا الاجتماعي وأدوات الإنترنت من قِبَل (أو إن آي) في يونيو عام 2009 وأغسطس عام 2012.[6]
- تم إدراجه على أنه من «أعداء الإنترنت» من قِبَل (آر دبليو بي) عام 2012.[7]
- تم إدراجه ضمن قائمة «عدو لإنترنت الدولة» من قِبَل (آر دبليو بي) عام 2013 للمشاركة في مراقبة نّشِطة وتدخلية لمقدمي الأخبار، ما يؤدي إلى انتهاكات جسيمة لحرية المعلومات وحقوق الإنسان.[8]

تعد الرقابة على الإنترنت في الصين من بين أكثر الرقابات صرامة في العالم. تحجب الحكومة مواقع الويب التي تناقش حركة استقلال التبت ودالاي لاما وحركة استقلال تايوان ووحشية الشرطة ومظاهرات ساحة تيانانمن عام 1989 وحرية التعبير والمواد الإباحية وبعض مصادر الأخبار الدولية ومنافذ الدعاية (مثل في أو إيه: صوت أمريكا) وبعض الحركات الدينية (مثل فالون غونغ) إلى جانب العديد من مواقع التدوين. في نهاية عام 2007، ورد أن 71 من المعارضين السايبر تم سجنهم في الصين بسبب منشوراتهم عبر الإنترنت. وفقًا لهيومن رايتس ووتش، تواصل الحكومة في الصين أيضًا انتهاك الضمانات القانونية المحلية والدولية لحرية الصحافة والتعبير من خلال تقييد المدونين والصحفيين وما يقدر بأكثر من 500 مليون مستخدم للإنترنت. تطلب الحكومة من شركات البحث على الإنترنت ووسائل الإعلام الحكومية فرض رقابة على القضايا التي تعتبر رسميًا «حساسة» وتمنع الوصول إلى المواقع الأجنبية. ومع ذلك، فإن ظهور الشبكات الاجتماعية الصينية عبر الإنترنت - مثل كيزون وتينسنت ميوزيك وتينست فيديو ووي تشات وخاصة سينا ويبو التي تمتلك 200 مليون مستخدم - قد أنشأ منصة جديدة للمواطنين للتعبير عن آرائهم وتحدي القيود الرسمية على حرية التعبير على الرغم من التدقيق المكثف من قِبَل الرقابة الصينية.